# Rai 1
Rai 1 è il primo canale televisivo della Rai, l'azienda pubblica italiana concessionaria in esclusiva del servizio pubblico radiotelevisivo in Italia.
Ha iniziato le proprie trasmissioni ufficiali nel 1954, dopo un periodo di trasmissioni sperimentali. In passato era noto anche come Programma Nazionale, poi come Rete 1 e infine Rai Uno.

## Storia

### Nascita e primi anni
Il primo canale televisivo ricevibile in Italia iniziò nel 1934 le trasmissioni in via sperimentale. Dopo l'interruzione causata dalla seconda guerra mondiale, riprese nel 1949 dalla Triennale di Milano e alla conduzione venne scelto Corrado Mantoni già noto per la sua attività alla radio e soprattutto per aver annunciato ufficialmente la fine del conflitto. Le trasmissioni regolari cominciarono alle ore 11:00 di domenica 3 gennaio 1954. Inizialmente, il canale non aveva alcun nome ufficiale, perché era identificato direttamente con Rai TV, che era la denominazione dell'azienda.
L'apertura delle trasmissioni del canale, diretto da Giuseppe Matteucci, fu sancita dall'annunciatrice Fulvia Colombo, la quale annunciò la telecronaca dell'inaugurazione televisiva. Al termine, alle 14:30, dopo una pausa di tre ore e mezza, iniziò la trasmissione inaugurale Arrivi e partenze, condotta da Mike Bongiorno.
Altri personaggi di spicco della televisione dei primi anni furono Walter Chiari, il frate cappuccino Padre Mariano, Sandra Mondaini, Mario Riva, Delia Scala, Ugo Tognazzi, Enzo Tortora, Raimondo Vianello, la coppia Abbe Lane e Xavier Cugat.
La storia dei primi anni di vita della televisione italiana coincide con quella della ricostruzione: la televisione fu certamente uno degli strumenti principali della rinascita post-bellica che avrebbe portato al boom economico e si rivelò assai utile per unificare linguisticamente un paese ancora diviso in questo senso non solo da regione a regione ma anche da città a città.
Tra le prime trasmissioni si annoverano il Telegiornale e La Domenica Sportiva. A partire dal 1954 la Rai, successivamente alla messa in onda del primo originale televisivo Domenica d'un fidanzato, incominciò a produrre gli sceneggiati televisivi, antesignani delle odierne fiction, tratti dai più famosi romanzi italiani e stranieri specialmente dell'epoca ottocentesca o ricostruenti fatti storici oppure narranti biografie di famosi personaggi. Il primo sceneggiato ad andare in onda fu Il dottor Antonio. Nello stesso anno nacque inoltre la TV dei ragazzi, spazio pomeridiano dedicato ai più giovani. Successivamente vennero prodotte e trasmesse altre serie televisive come Aprite: polizia! e quelle riguardanti il tenente Sheridan all'interno di Giallo club - Invito al poliziesco. Le avventure di Rin Tin Tin fu la prima serie statunitense a essere ritrasmessa in Italia.
Attraverso i varietà e i quiz la TV s'impose nell'immaginario del paese, grazie a programmi come Un due tre, Il Musichiere, Campanile sera, Canzonissima e Lascia o raddoppia?, il primo telequiz italiano condotto da Mike Bongiorno.
Il Festival di Sanremo, fino ad allora diffuso via radio, fu trasmesso a partire dal 1955, e dal 1956 (e per parecchi anni in alternanza alle altre reti dell'azienda) venne trasmesso l'Eurovision Song Contest, che proprio dal Festival di Sanremo trae spunto.
Nel 1957 andò in onda per la prima volta Carosello, il primo esempio di trasmissione pubblicitaria in televisione. Fino al 1959, era l'unico spazio che la rete aveva concesso alla pubblicità.
Fin dall'inizio (e anche nel corso degli anni successivi) la televisione italiana risentì molto dell'influenza del Governo italiano, all'epoca presieduto in maniera prevalente dalla Democrazia Cristiana, sia nell'informazione sia nel tipo d'intrattenimento proposto, con un codice di autoregolamentazione che applicava una rigida censura, posta come spada di Damocle su tutti i programmi, sui conduttori e persino sulle soubrette: ad esempio all'inizio era espressamente vietato in televisione l'uso di parole volgari, vigeva il divieto di prendere minimamente in giro qualsiasi personaggio politico o ecclesiastico sia italiano sia straniero, così come il divieto assoluto di esibizione di parti del corpo nude come le gambe (che dovevano essere coperte sempre da calze nere). Sulla rigidità della censura televisiva degli anni cinquanta si ricorda il famoso caso della soppressione del varietà La piazzetta nel 1956, quando la ballerina Alba Arnova, andando in scena in diretta con una calzamaglia color carne, diede l'impressione (per via del bianco e nero) di essere nuda, o la sospensione del varietà Un due tre e l'allontanamento dei conduttori Raimondo Vianello e Ugo Tognazzi, colpevoli di aver parodiato una caduta di cui era stato protagonista il Presidente della Repubblica Giovanni Gronchi.
Il 24 settembre 1959 andò in onda per la prima volta lo Zecchino d'Oro, festival internazionale della canzone del bambino; lo Zecchino è un evento che pian piano è divenuto parte del costume e patrimonio culturale italiano delle generazioni nate a partire dagli anni sessanta. Tale valore è testimoniato dall'attribuzione, nell'aprile 2008, della targa "Patrimoni per una cultura di pace", consegnata nel corso di una cerimonia organizzata dai Club e Centri UNESCO. L'intuizione e l'idea di uno spettacolo per bambini che promuovesse la musica a loro dedicata si devono al presentatore Cino Tortorella.

### Anni sessanta
Negli anni sessanta, con l'avvento del boom economico, la televisione, fino ad allora un bene di lusso, si trasformò in un oggetto di massa. Il 4 novembre 1961 venne inaugurato il Secondo Programma (l'attuale Rai 2) mentre il primo canale Rai assunse la denominazione di Programma Nazionale.
Dal 1960 al 1968, fu trasmesso Non è mai troppo tardi, celebre programma condotto dal maestro Alberto Manzi e realizzato in collaborazione con il Ministero della Pubblica Istruzione, che si occupava di alfabetizzazione per gli adulti italiani.
Questi anni rappresentarono l'epoca d'oro del varietà televisivo, con trasmissioni iconiche come Studio Uno e Quelli della domenica, animate da talenti straordinari come Antonello Falqui, Cesarini da Senigallia, Johnny Dorelli, Lelio Luttazzi, Mina, Marisa Del Frate, Bice Valori, e nuovi volti come Pippo Baudo e Paolo Panelli. A questi si aggiunsero già noti protagonisti dello spettacolo come Bongiorno, Chiari, Corrado, Mondaini e Vianello. In quegli anni, fece il suo esordio anche il genere della candid camera con Specchio segreto di Nanni Loy.
Anche molte star del cinema italiano si affacciarono sul piccolo schermo, regalando sketch comici che sono rimasti nella storia: Peppino De Filippo, Aldo Fabrizi, Ave Ninchi, Alberto Sordi, Totò e Franca Valeri. Grande successo ottennero inoltre gli sceneggiati tratti da romanzi, tra cui Il mulino del Po, I promessi sposi, La cittadella e La freccia nera.
Dal punto di vista dell'informazione, il Telegiornale si arricchì di nuove risorse e professionalità con la presenza di giornalisti di grande levatura come Enzo Biagi, Ennio Mastrostefano, Emilio Rossi, Ugo Zatterin, Ruggero Orlando e Tito Stagno. Questi ultimi furono noti per la conduzione della storica diretta dell'allunaggio del 1969 durante la missione spaziale Apollo 11, visibile grazie all'avvento della Mondovisione. In questi anni, il notiziario si dotò di corrispondenti dalle principali capitali estere e dalle città italiane più importanti. Nacquero inoltre Tribuna elettorale, una rubrica di dibattiti in occasione delle elezioni, inizialmente moderata da Gianni Granzotto, e Tribuna politica, curata per anni da Jader Jacobelli e Ugo Zatterin, che divenne un appuntamento fisso per i confronti politici, soprattutto durante le campagne referendarie, prima dell'avvento delle televisioni private che poi cambiò il modo di comunicare la politica in TV.
In questo periodo, si affermarono anche nuovi programmi didattici come Sapere e trasmissioni di divulgazione scientifica come Orizzonti della scienza e della tecnica.

### Anni settanta
Nel 1975 la riforma della Rai introdusse nuove norme in materia di riforma televisiva: tra le altre cose, il controllo del servizio pubblico passò dal Governo al Parlamento, vennero regolamentate le trasmissioni via cavo (favorendo quindi la nascita di TV private locali) e a ciascun canale venne assegnata una direzione propria. Il Telegiornale, che fino ad allora era un'unica testata che produceva bollettini, sia per il Programma Nazionale sia per il Secondo Programma, si divise in due testate differenti: il TG1 per il primo canale e il TG2 per il secondo. I primi telegiornali sotto le nuove denominazioni andarono in onda a partire dal 15 marzo 1976. Il 5 aprile 1976, il Programma Nazionale assunse la denominazione di Rete 1.
La riforma previde anche l'istituzione della figura del direttore di rete, figura garante per i contenuti trasmessi dal canale, così come quella del direttore del telegiornale; primi direttori della Rete 1 e del TG1 furono rispettivamente Mimmo Scarano ed Emilio Rossi, entrambi di espressione democristiana, nominati il 2 dicembre 1975.
Continuava la grande stagione del varietà televisivo con Doppia coppia, Milleluci, Teatro 10, Speciale per noi, Formula due, Dove sta Zazà, Mazzabubù, Fatti e fattacci, Rete 3 e l'affermazione di nuovi personaggi come Raffaella Carrà, Loretta Goggi, Alighiero Noschese, Enrico Montesano, Pippo Franco e Gabriella Ferri. Anche gli sceneggiati continuavano ad avere un enorme successo, tanto che incominciarono a essere realizzati anche sceneggiati dai soggetti originali come Il segno del comando.
90º minuto, per anni condotto dal giornalista Paolo Valenti, divenne un appuntamento irrinunciabile per milioni di appassionati di calcio.
Nel 1976, a seguito della riforma, nacquero TG l'una, rubrica del TG1 in onda la domenica dalle 13 alle 14 con all'interno un'edizione flash del telegiornale alle 13:30, e l'Almanacco del giorno dopo.
Nella seconda metà del decennio esordirono programmi come Domenica in, primo contenitore della TV di Stato, comprendente tra l'altro il programma musicale Discoring, e Fantastico; inoltre si ebbe l'esordio del genere talk show, tenuto a battesimo da Luciano Rispoli con L'Ospite delle 2 e da Maurizio Costanzo con i suoi Bontà loro, Acquario e Grand'Italia. Trovarono spazio nel palinsesto anche programmi comici come Non stop e La sberla, composti da sketch e tempistiche tipici del cabaret.
Nel 1977 si concluse dopo vent'anni di programmazione la rubrica Carosello; nello stesso anno la Rai, dopo sei anni di sperimentazioni, iniziò a trasmettere ufficialmente i propri programmi a colori dando inizio alla cosiddetta neotelevisione.

### Anni ottanta
La Rai, dopo aver perso nel decennio precedente il monopolio su scala locale, perse anche quello su scala nazionale, di fatto: nel 1980 incominciarono infatti le trasmissioni di Canale 5 (di proprietà della Fininvest dell'editore milanese Silvio Berlusconi), e nel 1982 quelle dei network Italia 1 (di proprietà del gruppo editoriale Rusconi) e Rete 4 (di proprietà di Mondadori).
Proprio dopo la nascita di Rete 4, i tre canali pubblici cambiarono denominazione: il 2 ottobre 1983 i tre canali eliminarono la parola "Rete" sostituendola con l'attuale "Rai". Nello stesso anno vennero creati i loghi per le tre reti: quello di Rai 1 è rappresentato da una sfera blu. Il cambio di nome avvenne per evitare che Rete 4 fosse scambiata per un'emittente RAI.
Alcuni dei più importanti personaggi della Rai lasciarono l'azienda pubblica ed esordirono sulle reti commerciali: Mike Bongiorno, Pippo Baudo, Raffaella Carrà, Heather Parisi, Corrado, la coppia Mondaini-Vianello, Maurizio Costanzo, Catherine Spaak, Gigi Sabani, Enrica Bonaccorti, Enzo Tortora, Renato Pozzetto, Franco e Ciccio. Nel 1980 si dimise il direttore di rete Mimmo Scarano, qualche mese dopo aver denunciato, in un'intervista, pressioni e proteste da parte di esponenti democristiani riguardante diverse trasmissioni della prima rete Rai.
I grandi mezzi a disposizione diedero la possibilità alla Rai di realizzare grandi produzioni con ampio uso di esterni; sparì dunque il genere dello sceneggiato televisivo, che venne sostituito dalla fiction televisiva: un esempio del periodo è La piovra, serie che riscosse grande successo, al punto da essere considerata la serie televisiva italiana più famosa nel mondo.
In questo periodo il palinsesto della rete offriva anche varietà e intrattenimento con Al Paradise, Sotto le stelle, Forte Fortissimo TV Top e Pronto, Raffaella?; quest'ultimo programma, condotto da Raffaella Carrà, segnò l'esordio delle trasmissioni pomeridiane di Rai 1.
Per quanto riguarda la divulgazione, questo decennio vide l'esordio, nel 1981, di Linea verde e Quark; quest'ultimo, curato e condotto da Piero Angela, divenne in breve tempo leader della divulgazione scientifica. Non mancavano programmi di informazione e approfondimento, come Italia sera, Film dossier (trasmissione settimanale che prevedeva la visione di un film e un successivo dibattito in studio) e Linea diretta, programma di interviste nato nel 1985 condotto da Enzo Biagi.
Questo periodo fu caratterizzato da nuovi programmi di genere musicale, come Mister Fantasy, primo programma televisivo italiano basato interamente sui videoclip musicali, condotto da Carlo Massarini con la partecipazione di Mario Luzzatto Fegiz, e Notte Rock, magazine musicale senza conduttore realizzato in collaborazione con l'emittente televisiva privata Videomusic. Novità si registrarono anche nel genere talk show, con Pranzo in TV, ideato e condotto da Luciano Rispoli, e Per fare Mezzanotte, talk show notturno condotto da Gigi Marzullo.
Nel 1987 gli ascolti incominciarono a essere rilevati dal sistema Auditel, dando inizio al duopolio televisivo Rai/Fininvest.

### Anni novanta
Negli anni novanta si consolidò il duopolio Rai - Mediaset. In questi anni nacquero anche numerosi eventi a scopo benefico, tra questi il più noto fu Telethon, finalizzato a raccogliere fondi per la ricerca contro le malattie genetiche.
Dell'agosto 1990 fu la legge Mammì sulla disciplina del sistema radiotelevisivo pubblico e privato, secondo cui «radio e tv nazionali, pubbliche e private, sono obbligate a trasmettere programmi uguali per tutto il territorio nazionale».
Nei primi anni novanta andarono in onda le ultime edizioni del varietà Fantastico (che nell'ultima edizione ha visto il ritorno di Raffaella Carrà). Fabrizio Frizzi e Milly Carlucci fecero successo conducendo dal 1991 al 1996 Scommettiamo che...?, uno degli show che ottenne più successo all'epoca e che si consacrò come il varietà del sabato sera, grazie anche alla presenza di numerosi ospiti internazionali.
Ai vari show che occupavano la prima serata se ne aggiunsero molti altri di notevole successo, come I cervelloni di Paolo Bonolis (al suo ritorno in Rai dopo oltre dieci anni), oppure Solletico, trasmissione dedicata ai più giovani. Sono invece proseguite le realizzazioni di nuove edizioni di Big!, prima condotto da Pippo Franco e poi da Carlo Conti.
Durante il periodo estivo grande successo ottennero le prime edizioni dello show Beato tra le donne condotto da Paolo Bonolis e Martufello, mentre parecchio successo ottennero anche le serie televisive importate dall'estero. Nel 1994 Mara Venier arrivò alla conduzione di Domenica in, ottenendo un ottimo riscontro in termini ascolti, in grado di superare nuovamente la concorrenza di Buona Domenica condotta da Maurizio Costanzo e Fiorello su Canale 5 e le edizioni regionali di Rai 3; per questo motivo verrà definita la signora della domenica.
Nel 1994 cominciò l'epoca dei quiz nel preserale con Luna Park che raccolse uno straordinario successo, dovuto anche dal fatto che a presentarlo erano i principali volti di spicco della Rai di quel periodo, come Pippo Baudo, Fabrizio Frizzi, Milly Carlucci, Mara Venier, Rosanna Lambertucci.
Nel 1995 Pippo Baudo presentò il Festival di Sanremo, che con il 66,42% di share medio è la terza edizione più seguita di sempre. Nello stesso anno Raffaella Carrà, dopo quattro anni in cui presentò alcuni programmi in Spagna, esordì sul primo canale con lo show del sabato Carràmba! Che sorpresa, abbinato alla Lotteria Italia.
Per quanto riguarda informazione e talk show, questo decennio vide la nascita de Il Fatto, condotto da Enzo Biagi (fino all'emanazione del cosiddetto editto bulgaro, che portò al suo allontanamento dalla Rai), e Porta a Porta, ideato e condotto dall'ex giornalista del TG1 Bruno Vespa, definito nel corso degli anni «la terza Camera dello Stato». La programmazione notturna venne affidata a Gigi Marzullo con il programma Mezzanotte e dintorni, noto in seguito come Sottovoce.
In prima serata nel 1997 arrivò il varietà Per tutta la vita condotto da Fabrizio Frizzi. Dopo la chiusura di Luna Park, al preserale arrivò il quiz Colorado, sostituito dopo una sola stagione da In bocca al lupo! che ha ottenuto un inaspettato successo. 
Il successo di Carràmba! Che sorpresa permise anche la realizzazione delle strisce quotidiane 40 minuti con Raffaella, Centoventitré e I fantastici di Raffaella, andati in onda rispettivamente nell'inverno 1996, 1998 e 1999. Deludenti invece furono i riscontri di Fantastico Enrico!, andato in onda dall'ottobre 1997 sino al gennaio 1998 con la conduzione di Enrico Montesano (che abbandonerà in seguito la trasmissione), Milly Carlucci e Giancarlo Magalli. Il flop di quest'ultima edizione segnò la definitiva chiusura di uno dei più famosi varietà della televisione italiana.
Sul fronte delle serie televisive, col passaggio de La piovra su Rai Due, ebbe inizio l'epoca delle fiction e dei grandi serial polizieschi: in particolare grande successo ottenne la serie Il maresciallo Rocca, promossa da Rai 2 a Rai 1, con picchi di oltre 12 milioni di telespettatori. Verso fine decennio risultati altrettanto significativi ottennero le fiction Commesse e Un medico in famiglia, anch'esse in grado di superare agevolmente i 10 milioni di telespettatori.
L'intrattenimento, sebbene in forte crisi, ospitò one-man show di buon successo, come Adriano Celentano con il suo Francamente me ne infischio e gli spettacoli di Roberto Benigni.

### Anni duemila
A partire dal 2000 i programmi per ragazzi vennero rimossi da Rai 1 per essere spostati sul secondo e principalmente sul terzo canale: tra i primi programmi del genere a chiudere fu Solletico, in forte calo di ascolti, mentre il GT Ragazzi traslocò su Rai 3. Nello stesso periodo fece il suo ingresso nel palinsesto La vita in diretta (prima in onda su Rai 2), che da allora in poi diventerà il programma di punta pomeridiano del canale.
Nella primavera 2000 alle fiction di punta si aggiunse anche Don Matteo, interpretata da Terence Hill. In questo periodo, similmente a quanto accaduto per Il maresciallo Rocca, sbarcarono su Rai 1 altre due serie provenienti dalla seconda rete e che ottennero risultati d'ascolto importanti: Incantesimo e Il commissario Montalbano.
Il 23 ottobre 2000 venne cambiata l'identità grafica della rete, e nello stesso giorno esordì, nella fascia preserale, il game show Quiz Show condotto da Amadeus.
Fiorello, reduce da alcuni insuccessi a Mediaset, esordì con lo show Stasera pago io. Altro show di buon successo fu Torno sabato di Giorgio Panariello, che, come per Fiorello, crebbe in termini di ascolti e ottenne buoni consensi dalla critica. Il suo show venne riproposto con altre due edizioni, abbinato alla Lotteria Italia, nel 2001 e nel 2003.
A partire dal 30 aprile 2001 Agostino Saccà ritornò alla direzione di Rai Uno, subentrando così a Maurizio Beretta.
Nella fascia del mezzogiorno esordì, nell'autunno 2000, La prova del cuoco condotto da Antonella Clerici (che tornò in Rai dopo una breve parentesi a Mediaset). In questi primi anni vide la luce anche la trasmissione ideata e condotta da Alberto Angela Passaggio a Nord Ovest, in onda nel tardo pomeriggio del sabato.
Nel corso di questi anni tornarono i varietà Per tutta la vita e Non sparate sul pianista. Nel 2001 Carlo Conti esordì in prima serata con la puntata pilota del nuovo varietà I raccomandati che ottenne un buon successo, e in breve tempo il programma diventò uno degli show di punta della prima serata. È poi proseguita la trasmissione di divulgazione scientifica Superquark condotta da Piero Angela.
Proseguirono inoltre le realizzazioni di fiction di punta come Un medico in famiglia, e dei polizieschi Il maresciallo Rocca e Il commissario Montalbano, che hanno riconfermato gli ottimi ascolti di sempre. Tuttavia venne trovato spazio anche per nuove produzioni come il dramma-epico Orgoglio passando per la più leggera Lo zio d'America.
Il 29 luglio 2002 esordì nel preserale il quiz L'eredità, condotto da Amadeus.
Altro programma di successo è Affari tuoi, condotto da Paolo Bonolis, il quale riesce, dopo molti anni, a superare in ascolti Striscia la notizia, da anni dominante nella fascia dell'access prime time. In seguito a ciò, nacque un'accesa diatriba tra Bonolis e Antonio Ricci, il quale accusava di irregolarità il programma di Bonolis. Queste diatribe continueranno anche dopo una condanna da parte della Rai nei confronti di Striscia, terminata definitivamente quando venne annunciato che il format stava per approdare anche in Spagna.
Durante la direzione di Del Noce, nel 2002, gli effetti dell'editto bulgaro si abbatterono in particolar modo su Enzo Biagi, Michele Santoro e Daniele Luttazzi, che vennero dunque allontanati dall'azienda pubblica. Nel 2004 anche Pippo Baudo lasciò l'azienda in seguito ad alcune incomprensioni con la direzione.
Il 3 gennaio 2004, in occasione dei 50 anni della Rai, sulle tre reti va in onda Buon Compleanno TV, una festa televisiva condotta da Pippo Baudo.
Nel 2005 andò in onda Speciale per me, ovvero meno siamo meglio stiamo, varietà comico notturno condotto da Renzo Arbore, che riscosse un grande successo di pubblico.
Evento televisivo dell'autunno 2005 fu Rockpolitik, programma politico condotto dal cantautore Adriano Celentano per il quale il direttore Fabrizio Del Noce si autosospese dall'incarico per quattro settimane poiché completamente in disaccordo riguardo ai contenuti del programma con l'artista, al quale aveva lasciato carta bianca. Lo show riuscì a ottenere ascolti elevati, con una media di 13 milioni di telespettatori e il 45% di share. In quella stagione esordì anche lo show Ballando con le stelle, condotto da Milly Carlucci.
Nello stesso periodo nacquero altre fiction di successo come Provaci ancora prof!
A partire dal 2005 i diritti televisivi della Serie A di calcio passarono a Mediaset, costringendo Rai Uno a spostare la trasmissione 90º minuto prima su Rai 3 e in seguito su Rai 2.
Così dalla stagione 2005/2006 il contenitore Domenica in fu diviso in diversi segmenti, il primo L'Arena viene affidato a Massimo Giletti mentre il secondo Domenica in...TV vede il ritorno alla conduzione di Mara Venier. A fine stagione si concluse l'avventura di Amadeus a Rai Uno, che passa a Mediaset. Sempre in quella stagione esordisce un altro programma condotto da Milly Carlucci, Notti sul ghiaccio, riproposto anche l'inverno successivo.
Dalla stagione successiva le novità riguardano soprattutto i quiz del preserale. L'eredità viene affidata a Carlo Conti e nell'estate 2007 nasce Reazione a catena, condotto da Pupo. Affari tuoi passa nelle mani di Flavio Insinna (già noto per la serie Don Matteo). In questa stagione Mara Venier lascia la conduzione di uno dei segmenti di Domenica in, venendo sostituita da Lorena Bianchetti.
Nel novembre 2007 Celentano tornò in TV con lo show La situazione di mia sorella non è buona, che raggiunge buoni ascolti (quasi 10 000 000 di telespettatori).
Nel 2008 esordisce Ti lascio una canzone, talent show condotto da Antonella Clerici con protagonisti ragazzi di età compresa tra gli 8 e i 17 anni. La Clerici lascia durante l'anno la conduzione de La prova del cuoco a causa della maternità, sostituita nell'autunno successivo da Elisa Isoardi. Durante lo stesso anno va in onda l'ultima edizione di Carràmba! Che sorpresa. Questa stagione vide la nascita della trasmissione I migliori anni, ultimo varietà a essere abbinato alla Lotteria Italia.
Nel 2009 Fabrizio Del Noce, a causa dello scandalo delle intercettazioni tra Silvio Berlusconi e il direttore di Rai Fiction Agostino Saccà, si dimise e il testimone passò a Mauro Mazza.
Tra le novità del palinsesto vi fu il quiz Soliti ignoti, condotto da Fabrizio Frizzi.
Il 1º novembre 2009 andò in onda la miniserie Pinocchio, e per la prima volta Rai Uno trasmise nel formato 16:9 anamorfico. A partire da quella stessa data, anche le interruzioni pubblicitarie vengono trasmesse in 16:9.

### Anni duemiladieci
Nel 2010 torna Lorella Cuccarini, che conduce, per tre edizioni, Domenica in. Altro ritorno è quello di Paola Perego, che ha condotto il contenitore pomeridiano Se... a casa di Paola. Un'altra novità è stata costituita dall'approdo di Pino Insegno alla conduzione del quiz preserale estivo Reazione a catena.
Dal 14 novembre al 5 dicembre 2011 va in onda il varietà Il più grande spettacolo dopo il weekend, condotto da Fiorello, tra gli eventi più attesi della stagione. Nello stesso anno esordisce la fiction Fuoriclasse, con protagonista Luciana Littizzetto. Lorella Cuccarini rimane al timone di Domenica in con Così è la vita, che ottiene un buon risultato di ascolti, bissato anche nella successiva edizione.
La primavera del 2012 vede l'esordio del nuovo varietà Tale e quale show, condotto da Carlo Conti. La prima serata del venerdì sera viene occupata da alcuni show, in primis Attenti a quei due - La sfida condotto da Paola Perego e Biagio Izzo e Non sparate sul pianista condotto da Fabrizio Frizzi. Inoltre, a distanza di dieci anni dall'ultima edizione, Frizzi torna in prima serata con la quinta e ultima edizione di Per tutta la vita...?, ridotta poi da sei a due puntate a causa degli scarsi ascolti ottenuti. Il 29 novembre Giancarlo Leone succede a Mauro Mazza alla direzione di rete: per questo motivo Mazza ricorrerà al Tribunale del lavoro. Il 17 dicembre lo show La più bella del mondo, dedicato alla Costituzione italiana e condotto dal comico Roberto Benigni ottiene un enorme successo, con ben 12 619 000 telespettatori. A dicembre Paola Perego esordisce in prima serata col nuovo show Superbrain - Le supermenti la cui prima edizione in due puntate ottiene buoni indici d'ascolto, venendo riconfermato con una seconda edizione. Altre novità sono il nuovo programma È stato solo un flirt? condotto da Antonella Clerici, chiuso però dopo poche puntate. In autunno riprende Affari tuoi, condotto ancora da Max Giusti, stavolta in onda fino in primavera al posto del consueto Soliti ignoti. Viene riconfermata con successo anche la seconda edizione di Tale e quale show.
Dal 6 maggio 2013, a 36 anni dalla chiusura di Carosello, Rai 1 rispolvera il format del varietà a sfondo pubblicitario, lanciando il programma Carosello Reloaded.
Per quanto riguarda la fiction televisiva grande successo ottiene la nuova serie de Il commissario Montalbano (oltre 10 milioni di telespettatori); vengono poi trasmesse nuove serie come Il restauratore, con Lando Buzzanca, Il giovane Montalbano (spin-off de Il commissario Montalbano) e Una grande famiglia. Il 20 maggio 2013 il Tribunale del lavoro di Roma accoglie l'esposto di Mauro Mazza contro la sua rimozione da direttore di Rai 1 e ne dichiara il reintegro. La Rai presenta un controreclamo d'urgenza contro la sentenza, per poi proporre a Mazza la direzione di Rai Sport: Mazza accetta e rinuncia di fatto al reintegro a Rai 1. Sempre a maggio Luigi Gubitosi, direttore generale della Rai, dichiara che a partire dal settembre successivo Rai 1 (al pari di Rai 2 e Rai 3) sarebbe stata trasmessa in simulcast in alta definizione sul digitale terrestre e sul satellite. Tale annuncio si concretizzò il 26 settembre 2012, ma limitatamente alla rete satellitare tivùsat.
Nel 2013 la Rai annuncia di aver rinunciato a trasmettere il concorso di bellezza Miss Italia: i diritti televisivi del galà per l'edizione di quell'anno vengono acquisiti dall'emittente LA7.
Nel 2014 va in onda uno speciale Techetechetè in occasione per i 60 anni delle trasmissioni televisive e i 90 di quelle radiofoniche.
A febbraio Fabio Fazio e Luciana Littizzetto conducono l'edizione 64 di Sanremo, ottenendo, però, un flop di ascolti rispetto all'anno precedente.
La stagione 2013-2014 vede Mara Venier torna alla conduzione di Domenica in, senza successo. Dopo cinque anni Max Giusti lascia la conduzione di Affari tuoi, che torna di fatto nelle mani di Flavio Insinna. Altri cambi di conduzione si verificano a La vita in diretta, dove la nuova coppia formata da Paola Perego e Franco Di Mare con scarsi risultati. A gennaio, a distanza di tre anni dall'ultima stagione, riprende Don Matteo, la cui nona stagione ottiene ottimi ascolti. In primavera riparte un'altra storica serie, Un medico in famiglia. Nello stesso periodo Enrico Brignano esordisce come show-man con il programma Il meglio d'Italia.
A gennaio nasce la nuova fiction Braccialetti rossi che raggiunge un ottimo successo di critica e pubblico, soprattutto in termini di ascolto. Il 13 aprile Carlo Conti lascia la conduzione di L'eredità a Fabrizio Frizzi. Altra novità è l'esordio di un nuovo talent show affidato a Flavio Insinna, dal titolo La pista.
Il 3 giugno vanno in onda i Music Awards con la nuova edizione sempre condotta da Carlo Conti e Vanessa Incontrada.
Il 10 giugno 2014 Paolo Bonolis conduce una serata speciale per i 100 anni del CONI.
Il 22 giugno va in onda in prima serata Francesco - Lu Santo Jullare, spettacolo teatrale di Dario Fo che in tal modo torna sugli schermi Rai dopo 40 anni circa dalla sua ultima apparizione sulla TV pubblica.
Dal 4 ottobre parte la nona edizione di Ballando con le stelle, con ascolti al 21% di share sui 4 milioni, mentre dal 27 agosto, ogni mercoledì, va in onda la nuova fiction di origine spagnola Velvet che ottiene una media di 3,5 milioni e una media sul 14% di share. Il 27 ottobre 2014 parte la nuova serie Una pallottola nel cuore con protagonista Gigi Proietti, in onda per quattro puntate e Questo nostro amore 70. Entrambe ottengono buoni risultati d'ascolto. Il 15 e 16 dicembre Roberto Benigni conduce un nuovo evento televisivo, I dieci comandamenti, che ha fatto registrare risultati d'ascolto eccellenti: lo spettacolo ha infatti ottenuto 9 104 000 spettatori e il 33,22% di share nella prima puntata, saliti a 10 266 000 spettatori e il 38,32% di share nella seconda. Il 13 dicembre 2014 va in onda la seconda edizione di Così lontani così vicini, condotto da Al Bano e Paola Perego, che sostituisce così Cristina Parodi, con circa 3,8 milioni di spettatori e il 17% di share. Per le feste natalizie va in onda la soap Legàmi che di solito è collocata al sabato pomeriggio. Il 19 dicembre 2014 Antonella Clerici e Bruno Vespa conducono uno speciale dedicato alle festività natalizie.
Dal 16 gennaio 2015 va in onda il nuovo talent-show Forte forte forte, ideato da Raffaella Carrà e condotto da Ivan Olita che ottiene bassi indici di ascolti arrivando sotto i 3 milioni. Dall'8 gennaio 2015 parte Un passo dal cielo con Terence Hill, con la sua terza stagione, che ottiene un faraonico esordio con circa 7 milioni di spettatori. Sempre a gennaio vanno in onda le due miniserie Ragion di Stato, con protagonista Luca Argentero che non ottiene successo, e L'angelo di Sarajevo con Beppe Fiorello basato sull'autobiografia di Franco Di Mare, che raggiunge un ottimo successo. Partono anche molte fiction come L'Oriana e Narcotici Sfida al cielo 2 che non ottengono successo. Parte l'11 marzo la seconda stagione di Velvet e a febbraio parte lo show del sabato sera Notti sul ghiaccio condotto da Milly Carlucci che però non ottiene i risultati sperati, e Braccialetti rossi 2 che riconferma il successo della prima stagione con oltre 6 milioni e mezzo di spettatori. Inoltre dal 10 al 14 febbraio 2015 viene trasmesso la 65ª edizione del Festival di Sanremo con la conduzione e la direzione artistica di Carlo Conti, che ottiene un grandissimo successo: la media di share infatti supera il 48%, facendone così il festival più visto dal 2005.
Dal 19 marzo 2015 arriva La macchina della verità che sostituisce Dolci dopo il tiggì, non avendo raccolto i risultati sperati. Dall'11 aprile 2015 parte il nuovo format tutto italiano di Antonella Clerici dal titolo Senza parole, mentre dal 13 aprile parte la seconda edizione di Si può fare! condotto sempre da Carlo Conti. Dal 12 aprile inoltre comincia la terza stagione di Una grande famiglia, mentre dalla settimana successiva va in onda Fuoriclasse 3 con Luciana Littizzetto. Il 25 aprile 2015 Fabio Fazio conduce una serata speciale Viva il 25 aprile per l'anniversario della Liberazione, mentre il 30 aprile 2015 Paolo Bonolis e Antonella Clerici conducono la serata di apertura dell'Expo 2015.
Dall'11 settembre 2015 torna al venerdì la quinta edizione di Tale e quale show con altrettanto successo, mentre al sabato torna Ti lascio una canzone con Antonella Clerici in versione rinnovata, con la prima puntata speciale dedicata alla scelta del rappresentante per lo Junior Eurovision Song Contest 2015. Dal 21 settembre nel preserale torna anche L'eredità con la conduzione a rotazione di Carlo Conti e Fabrizio Frizzi, mentre il 23 settembre va in onda in prima serata il concerto de Il Volo all'Arena di Verona, presentato da Carlo Conti. Dall'8 dicembre 2015 parte la nuova fiction ambientata negli anni 50 del '900 "Il paradiso delle signore". Partono inoltre le nuove fiction a carattere familiare È arrivata la felicità e Tutto può succedere, mentre il 22 e 23 dicembre 2015 Giorgio Panariello torna su Rai Uno con un nuovo varietà dal titolo Panariello sotto l'albero. Buon successo è stato raggiunto anche dalla sesta serie di Provaci ancora prof! con Veronica Pivetti.
Ai primi d'ottobre viene reso noto che Rai 1 nel 2016 subentrerà a Rai 2 nella trasmissione in diretta della finale dell'Eurovision Song Contest (prevista per il 14 maggio), che mancava dai palinsesti della prima rete dal 1997 (quando fu proposta in differita alle 23:30). La sua ultima diretta fino a quel momento risale al 1991 quando fu proprio la Rai a organizzare l'evento.
Il 6 gennaio 2016 Flavio Insinna conduce una puntata speciale di Affari tuoi dedicata alla Lotteria Italia. Dal 9 gennaio 2016 va in onda la decima stagione della fiction Don Matteo, che al primo episodio registra oltre 9 milioni di spettatori. Il 16 gennaio 2016 parte la terza edizione del varietà di Massimo Ranieri Sogno e son desto per tre appuntamenti al sabato sera, per poi lasciare spazio dal 20 febbraio alla nuova edizione di Ballando con le stelle con Milly Carlucci. Dal 9 al 13 febbraio va in onda la 66ª edizione del Festival di Sanremo che vede nuovamente Carlo Conti al timone, affiancato da Virginia Raffaele, Gabriel Garko e Madalina Ghenea, che riesce a bissare gli ottimi ascolti dell'anno precedente, risultando il festival più visto dal 2005. Il 15 e 16 febbraio va in onda la miniserie Io non mi arrendo con Beppe Fiorello: anche questa fiction fa registrare ottimi risultati d'ascolto. Il 29 febbraio e il 7 marzo vengono trasmessi gli attesissimi due nuovi episodi de Il commissario Montalbano, che fanno registrare risultati Auditel sorprendenti con quasi 11 milioni di spettatori e il 40% di share di media: dal lunedì successivo andranno in onda le repliche. L'11 marzo va in onda uno speciale dedicato interamente alla reunion dei Pooh condotto da Carlo Conti, che registra oltre 5 milioni di spettatori. Meno fortuna riscuotono invece le fiction Baciato dal sole e Come fai sbagli, partite rispettivamente il 22 febbraio e il 20 marzo, con risultati al di sotto delle aspettative. Il 16 marzo parte la terza serie della soap spagnola Velvet. Dal 1º aprile Laura Pausini e Paola Cortellesi conducono un nuovo varietà tutto al femminile dal titolo Laura & Paola per tre puntate al venerdì sera con numerosi ospiti prestigiosi. Dal 5 aprile 2016 parte la seconda stagione della fiction Una pallottola nel cuore con Gigi Proietti.
Il 14 maggio 2016, in diretta da Stoccolma, Flavio Insinna e Federico Russo commentano la finale dell'Eurovision Song Contest, seguita da 3 300 000 telespettatori (16,94% di share). I contatti unici (ovvero chi ha seguito l'evento per almeno un minuto) sono stati 14 500 000, mentre si è registrato un picco di ascolto di 4 431 000 telespettatori durante l'esibizione della rappresentante italiana di questa edizione, Francesca Michielin.
Il 12 settembre 2016 Rai 1, insieme con Rai 2, Rai 3 e Rai 4, hanno cambiato logo.
Dal 19 settembre 2016 Rai 1 HD è visibile 24h/24 anche sul digitale terrestre alla posizione LCN 501, andando a sostituire il canale generico Rai HD.
Il Festival di Sanremo 2017 è stato condotto da Carlo Conti, per la terza volta consecutiva, e da Maria De Filippi. Grande successo fu anche la 67ª edizione dell'Eurovision Song Contest, il 13 maggio, che riconferma Flavio Insinna e Federico Russo come commentatori e l'esibizione più vista fu quella del rappresentante italiano, Francesco Gabbani.
Il 17 marzo 2017 si conclude Affari tuoi per lasciare spazio a Soliti ignoti - il ritorno.
Il 20 aprile 2017 comincia la seconda stagione di Tutto può succedere.
Nel palinsesto estivo troviamo la seconda stagione di Complimenti per la connessione, la quarta e ultima stagione di Velvet e la serie TV L'ambasciata. Riconfermato, invece, il quiz show Reazione a catena.
La stagione 2017-2018 incomincia nel mese di settembre e vede la conferma dei programmi Unomattina (con Franco Di Mare e Benedetta Rinaldi), La vita in diretta (con Marco Liorni e Francesca Fialdini), Unomattina in famiglia, L'eredità con Fabrizio Frizzi, e Soliti Ignoti - Il ritorno con Amadeus. Tuttavia ci sono anche dei cambiamenti: Domenica in, dopo la cancellazione del programma L'arena, torna a occupare tutta la fascia pomeridiana della domenica e sarà condotta da Cristina Parodi; Che tempo che fa trasloca da Rai 3 a Rai 1, collocandosi la domenica in prima serata e il lunedì in seconda serata con lo spin-off Che fuori tempo che fa.
Tra le novità per quanto riguarda le fiction vi sono le nuove stagioni de Il paradiso delle signore, È arrivata la felicità, Don Matteo, Il commissario Montalbano, Provaci ancora Prof!, Sotto copertura 2 e nuove produzioni quali Scomparsa, Sirene, La strada di casa e molte altre.
Dall'11 settembre 2017 parte il nuovo game-show Zero e lode!, condotto da Alessandro Greco, in onda dal lunedì al venerdì dalle 14:00 alle 15:10.
Nel gennaio 2018 Paola Perego torna alla conduzione di Superbrain - Le supermenti.
A febbraio 2018, invece, troviamo Claudio Baglioni condurre il 68º Festival di Sanremo, riconfermandosi per l'edizione successiva.
Dal 16 febbraio al 16 marzo 2018 Antonella Clerici conduce Sanremo Young, direttamente dal Teatro Ariston.
Dal 13 aprile al 18 maggio 2018 Carlo Conti conduce La Corrida.
Dall'8 al 29 giugno 2018 Amadeus conduce Ora o mai più.
Il 10 settembre 2018 parte Il paradiso delle signore in versione soap opera. Dal 16 settembre 2018 Mara Venier torna alla conduzione di Domenica in.
A novembre 2018 inizia il grande successo della serie TV RAI/HBO L'amica geniale.
A Claudio Baglioni viene affidata la conduzione e direzione artistica del Festival di Sanremo 2019 affiancato dalla partecipazione di Claudio Bisio e Virginia Raffaele. Subito dopo il Festival, parte per la seconda edizione di Sanremo Young con Antonella Clerici, in onda dal Teatro Ariston per cinque puntate dal 15 febbraio 2019 al 15 marzo 2019.
Sempre nel 2019 torna dopo sette anni di assenza Miss Italia.
A dicembre 2019, arriva il 62º Zecchino d'Oro con Carlo Conti e Antonella Clerici. Novità di questa edizione sono la finale trasmessa in prime time (l'ultima volta fu nel 2000) e la location diversa dal tradizionale Studio TV dell'Antoniano. Infatti la finale sarà trasmessa dall'Unipol Arena di Casalecchio di Reno.

### Anni duemilaventi
Il 6 gennaio 2020, Amadeus nella puntata Soliti Ignoti - Speciale Lotteria Italia, presentò 24 big che parteciperanno al 70º Festival di Sanremo.
Sempre a gennaio dal 10 al 31 per quattro puntate Milly Carlucci portò un nuovo show per la rete ammiraglia, dal titolo Il cantante mascherato.
Il 14 gennaio 2020, Stefano Coletta fu nominato nuovo direttore, subentrante a Teresa De Santis e chiamato a portare a termine l'imminente Festival di Sanremo tenutosi dal 4 all'8 febbraio 2020 con la direzione artistica e la conduzione di Amadeus e la partecipazione di Fiorello e Tiziano Ferro oltre ai numerosi ospiti.
In seguito a numerosi cambiamenti nei palinsesti televisivi riguardo all'emergenza sanitaria COVID-19, nel maggio 2020, alcune edizioni del TG1 furono sostituite dal collegamento con il canale all-news Rai News 24.
L'autunno 2020 ha visto due novità nel palinsesto del daytime: dopo la chiusura de La prova del cuoco, arriva È sempre mezzogiorno, condotto da Antonella Clerici, mentre nel primo pomeriggio esordisce su Rai 1 Serena Bortone con Oggi è un altro giorno, in sostituzione di Vieni da me.
Dal 27 novembre 2020, va in onda The Voice Senior, spin-off di The Voice of Italy (andato in onda su Rai 2 dal 2013 al 2019), condotto da Antonella Clerici.
Dall'8 marzo 2022, il TG1 non collabora più con la trasmissione Unomattina, passando in gestione esclusivamente a Rai 1.
Con l'inizio della stagione estiva, dal 6 giugno 2022, nel palinsesto mattutino, esordì TG1 Mattina, programma del TG1 in collaborazione con il Day Time della Rai, in onda dalle 7:15 alle 8:55. Di conseguenza Unomattina riduce la sua durata e va in onda dalle 9:00 alle 9:55. Altri programmi che hanno esordito nel daytime estivo sono Camper, le repliche di Don Matteo al pomeriggio (dalle 14:05 alle 16:00, in precedenza dalle 11:25 alle 13:30), Estate in diretta, Reazione a catena (che va in onda fino al 30 ottobre) e Techetechete'.
Dal 30 gennaio 2023 il canale è visibile anche tramite l'applicazione Sky Go su smartphone, tablet e PC.
Il 27 febbraio 2023 esordisce Cinque minuti condotto da Bruno Vespa e in onda subito dopo il TG1 delle 20:00.
Dal 4 marzo 2023 va in onda The Voice Kids, altro spin-off di The Voice of Italy, condotto da Antonella Clerici.
Dal 16 marzo 2023, viene eliminata la versione a definizione standard (così come Rai 2 e Rai 3), continuando a trasmettere solo in HD.
Il 15 aprile 2023 il game show Soliti ignoti lascia spazio al ritorno di Affari tuoi, che torna dopo sei anni nella fascia dell'access prime time.
Durante la pausa estiva, dal 25 agosto all'8 settembre 2023, è andato in onda lo spin-off di Techetechete', dal titolo Techetecheshow.
La stagione 2023/2024 vede novità nel palinsesto della rete:
- TG1 Mattina viene interamente realizzata dal TG1, e va in onda in diretta dalle 6:30 alle 8:00;
- Unomattina va in onda in diretta dalle 8:30 alle 9:55 e ad affiancare Massimiliano Ossini arriva Daniela Ferolla;
- Nel primo pomeriggio, ritorna dopo tre anni di assenza Caterina Balivo, con il nuovo programma La volta buona in sostituzione di Oggi è un altro giorno.
- Il game show Reazione a catena continua ad andare in onda fino al 1º gennaio 2024, dopodiché dal giorno successivo, va in onda L'eredità.
- Dopo 25 anni, Amadeus lascia la Rai per approdare al NOVE del gruppo Warner Bros. Discovery nell'autunno del 2024.

Durante il mese di luglio, Flavio Insinna decide di lasciare la Rai per passare a LA7 con un programma nella fascia preserale. 
Dal 28 agosto, il canale trasmette con il nuovo standard DVB-T2 al canale 501. Stessa cosa per Rai 2 e Rai 3 che sono visibili in DVB-T2 ai canali 502 e 503.

## Palinsesto attuale

### Programmi televisivi

#### Eventi
Il primo canale della Rai trasmette le immagini delle principali celebrazioni nazionali, come la Festa della Liberazione del 25 aprile e la Festa della Repubblica del 2 giugno. Il 31 dicembre di ogni anno viene trasmesso (a reti unificate) il messaggio di fine anno del Presidente della Repubblica, e successivamente viene celebrato l'arrivo dell'anno nuovo con il programma L'anno che verrà.
- Festival di Sanremo (dal 1955)[29]
- Eurovision Song Contest (1956-1965, 1971-1973, 1975-1977, 1979, 1983, 1989, 1991, 1993, 1997, dal 2016)[30]
- Zecchino d'Oro (dal 1959)
- David di Donatello (1963-1967, 1969, 1971-1972, 1976-1977, 1979, 1984, 1986, 1988-1995, 1997-2000, 2002, 2004-2005, 2009-2015, dal 2018)
- Festival internazionale del circo di Monte Carlo (1974-1981, dal 2024)
- Telethon (dal 1990, anche su Rai 2 e Rai 3)
- La partita del cuore (1992-2020, dal 2024)
- Sanremo Giovani (1993-1998, 2001, dal 2015)
- Concerto dell'Epifania (dal 1996)
- Tutti a scuola (dal 2000)
- Una voce per Padre Pio (dal 2000)
- Con il cuore (2003, dal 2007)
- L'anno che verrà (dal 2003)
- Concerto di Natale dall'aula del Senato (dal 2003)
- Concerto di Capodanno di Venezia (dal 2004)
- Nella memoria di Giovanni Paolo II (dal 2006)
- Premio Louis Braille (dal 2007)
- Premio Biagio Agnes (dal 2009)
- Premio Le Maschere del Teatro Italiano (dal 2011)
- Lo Zecchino di Natale (dal 2015)
- Prima della Scala di Milano (dal 2016, prima su Rai 5)
- PrimaFestival (dal 2017)
- Premio Bellisario (dal 2019, prima su Rai 2)
- Prix Italia (dal 2019, prima su Rai 3)
- Diversity Media Awards (dal 2022, prima su Real Time)
- Meraviglioso Modugno Show (dal 2022)
- Premio Tenco (dal 2023, prima su Rai 2 e Rai 3)
- Oscars - La notte in diretta (dal 2024, prima su Canale 5 e Sky Uno)

#### Show in prima serata
- Ballando con le stelle (dal 2005)
- TIM Music Awards (dal 2012, prima su Italia 1)
- Tale e quale show (dal 2012)
- The Voice Senior (dal 2020)
- The Voice Kids (dal 2023)
- The Voice Generations (dal 2024)
- TIM Summer Hits (dal 2024, prima su Rai 2)
- Ora o mai più (2018-2019, dal 2025)
- Dalla strada al palco (dal 2025, prima su Rai 2)

#### Game show
- L'eredità (dal 2002)
- Affari tuoi (2003-2017, dal 2023)
- Reazione a catena - L'intesa vincente (dal 2007)

#### Intrattenimento
- Domenica in (dal 1976)
- Sottovoce (dal 1994)
- Applausi (dal 2004)
- Cinematografo (dal 2004)
- Testimoni e protagonisti (dal 2010)
- Unomattina in famiglia (dal 2010, prima su Rai 2)
- Ballando on the Road (dal 2017)
- Da noi... a ruota libera (dal 2019)
- È sempre mezzogiorno (dal 2020)
- Ciao maschio (dal 2021)
- Camper (dal 2022)
- Unomattina Weekly (dal 2022)
- La volta buona (dal 2023)

#### Divulgazione
- Check-up (1977-2002, dal 2023)
- Linea verde (dal 1981)
- Linea verde Estate (dal 1982)
- Linea blu (dal 1994)
- Overland (dal 1996)
- Passaggio a Nord Ovest (dal 1997)
- Linea bianca (2000-2001, dal 2014)
- Il caffè (dal 2011)
- Milleeunlibro - Scrittori in tv (dal 2013)
- Buongiorno benessere (dal 2014)
- Stanotte a... (dal 2015)
- Codice: la vita è digitale (dal 2017)
- Meraviglie (dal 2018)
- Linea verde Italia (dal 2018)
- La vita è meravigliosa (dal 2018)
- Ulisse - Il piacere della scoperta (dal 2018, prima su Rai 3)
- Linea verde Start (dal 2021)
- Azzurro - Storie di mare (dal 2021)
- Linea verde Discovery (dal 2022)
- Linea verde Sentieri (dal 2022)
- Camper in viaggio (dal 2023)
- Noos - L'avventura della conoscenza (dal 2023)
- Noos - Viaggio nella natura (dal 2023)
- Linea verde Bike (dal 2023)
- Linea blu Discovery (dal 2023)
- Linea verde Tipico (dal 2023)
- Linea verde Illumina (dal 2024)
- Linea verde Tradizioni (dal 2025)

#### Informazione
- Tribuna elettorale (dal 1960)
- TV7 (dal 1963)
- TG1 (dal 1976)
- Speciale TG1 (dal 1976)
- Meteo Verde (dal 1981)
- Appuntamento al cinema (dal 1981, in onda anche sulle altre reti Rai)
- Unomattina (dal 1986)
- Unomattina Estate (dal 1992)
- Lo Show di Davide  (Anche su Rai Yoyo)
- Porta a porta (dal 1996)
- Arex e Vastatore (Anche su Rai Yoyo)
- Storie italiane (dal 2011)
- Estate in diretta (2011, dal 2013)
- Cose nostre (dal 2016)
- Rai Meteo (dal 2018, in onda anche sulle altre reti Rai)
- Storie di sera (dal 2023)
- Cinque minuti (dal 2023)
- XXI secolo, quando il presente diventa futuro (dal 2023)
- TG1 Mattina Estate (dal 2023)
- Unomattina News (dal 2025)

#### Religione
La rete trasmette ogni domenica, all'interno del contenitore A Sua immagine, la messa, l'Angelus/Regina Coeli e buona parte degli eventi che vedono impegnato il Papa, poiché la rete ha firmato convenzioni con il Vaticano, nonostante la copertura totale degli eventi sia ad appannaggio di TV2000. 
- A Sua immagine (dal 1997)
- Giubileo 2025: Pellegrini di speranza (dal 2023)

#### Montaggio
- Techetechete' (dal 2012)
- Techeteche Top ten (dal 2024)

#### Eventi sportivi
- Partite della Nazionale di calcio dell'Italia
- Partite del Campionato europeo di calcio
- Partite del Campionato mondiale di calcio
- Partite del Campionato europeo femminile di calcio
- Partite del Campionato mondiale femminile di calcio

#### Fiction
- Don Matteo (dal 2000)
- Un passo dal cielo (dal 2011) - in attesa di rinnovo
- Che Dio ci aiuti (dal 2011)
- Purché finisca bene (dal 2014)
- Imma Tataranni - Sostituto procuratore (dal 2019)
- Doc - Nelle tue mani (dal 2020)
- Mina Settembre (dal 2021) - in attesa di rinnovo
- Il commissario Ricciardi (dal 2021)
- Le indagini di Lolita Lobosco (dal 2021) - in attesa di rinnovo
- Màkari (dal 2021)
- Cuori (dal 2021)
- Un professore (dal 2021)
- Blanca (dal 2021)
- Vincenzo Malinconico, avvocato d'insuccesso (dal 2022) - in attesa di rinnovo
- I casi di Teresa Battaglia (dal 2023)
- Resta con me (dal 2023)
- Kostas (dal 2024) - in attesa di rinnovo
- Libera (dal 2024)
- Belcanto (dal 2025) - in attesa di rinnovo
- Costanza (dal 2025) - in attesa di rinnovo
- Gerri (dal 2025) - in attesa di rinnovo

#### Serie televisive
- Morgane - Detective geniale (dal 2021)
- Master Crimes (dal 2024)
- Simon Coleman (dal 2024)
- Doc (dal 2025)

#### Soap opera
- Il paradiso delle signore (dal 2018, in precedenza fiction di prima serata)

## Diritti sportivi
La Rai affida alla rete "ammiraglia" la messa di eventi calcistici di grande livello. Fino al 1997 sono andate in onda tutte le partite ufficiali e amichevoli della Nazionale (quell'anno Canale 5 trasmise un amichevole contro l'Ungheria e una partita di qualificazione a Francia 98 contro la Moldavia, mentre nel 1998 Telemontecarlo si aggiudicò l'esclusiva della partita clou Inghilterra-Italia, questo perché le partite in trasferta non erano centralizzate), comprese le partite della nazionale al trofeo Mundialito del 1980, nonostante in quell'occasione Canale 5 fosse divenuta, a sorpresa, titolare dei diritti; tuttora vengono trasmesse in diretta con l'eccezione delle partite ufficiali e amichevoli della Nazionale Under 21, le quali vengono trasmesse su Rai 2; a giugno 2009 tuttavia, la semifinale dell'Europeo di tale categoria è stata trasmessa dalla prima rete per avere più pubblico. Inoltre a partire dall'Europeo di categoria del 2013, le partite della fase finale che vedono coinvolti gli azzurrini sono trasmesse su Rai 1. Il primo canale pubblico ha sempre trasmesso tutte le partite dei grandi eventi calcistici come Mondiali ed Europei. Tuttavia nel 2006, per la prima volta in assoluto, non ha trasmesso integralmente i Mondiali, ma solo la partita inaugurale, una partita al giorno del primo turno, quattro ottavi di finale, due dei quarti di finale, oltre alle semifinali e alla finale, per un totale di venticinque partite (tutte le partite sono state trasmesse da Sky Italia sui canali Sky Calcio). Dopo ciò, l'ente pubblico a luglio 2006 ha speso 350 milioni di euro per i diritti dei Mondiali del 2010 in Sudafrica e 2014 in Brasile per tutte le piattaforme analogiche e digitali, compresi i diritti radiofonici, salvo poi cedere a Sky i diritti per il satellite. Dal 2007 al 2012 ha trasmesso, dopo dodici anni di assenza, le partite della UEFA Champions League. Il contratto comprendeva la partita principale del mercoledì sera non in esclusiva (dal 2009 trasmessa anche su Rai 2), compresa la finale, gli highlights delle altre partite, questi ultimi trasmessi su Rai 2 e il magazine settimanale trasmesso su Rai 3 il sabato pomeriggio. Nel 2008 ha trasmesso in esclusiva e per la prima volta in formato panoramico 16:9 solo per il digitale terrestre (in alcune zone anche in HD) gli Europei di calcio in Austria e Svizzera. Rai 1 ha trasmesso fino al 2021 anche alcune partite di Coppa Italia oltre alla finale, ma la Lega, dopo aver ceduto una prima volta, ha recentemente imposto le 20:45 e non le 21:15 richieste dall'ente pubblico per far trasmettere anche Affari tuoi, e successivamente ha fatto spostare la finale di ritorno del 2007/08 Inter-Roma per prima volta nella storia alle 17:30 circa, su Rai 2. Inoltre, nel 2009 la Rai ha trasmesso, in simulcast con Sky, tutte le partite della Confederations Cup, alla quale l'Italia ha preso parte per la prima volta in quanto Campione del Mondo uscente, mentre nel 2012 ha trasmesso in esclusiva e anche in HD gli europei di calcio in Polonia e Ucraina. La FIFA Confederations Cup tornò a essere trasmessa nel 2013, poiché l'Italia, avendo perso l'Europeo contro la Spagna già campione del mondo, vi partecipa come rappresentante continentale. Nel 2016 sono state trasmesse ventisette partite in diretta non esclusiva del Campionato europeo di calcio. Tuttavia, nel 2018, a seguito della mancata qualificazione azzurra alla Coppa del Mondo in Russia, Mediaset acquistò per i diritti televisivi di tutte le sessantaquattro partite mondiali. Dopo la rassegna, la stessa Mediaset condivide con la Rai (e in seguito anche con Sky) le partite della nuova UEFA Nations League e delle qualificazioni ai campionati europei 2020 e 2024. Le reti Mediaset trasmettono alcune delle partite più importanti, mentre Rai 1 trasmette solo le partite della nazionale azzurra. Anche la fase finale della Nations League venne trasmessa da entrambe le emittenti. Nel 2022, dopo vent'anni dai precedenti Mondiali trasmessi per intero dalla Rai, ha trasmesso integralmente la fase finale di un mondiale, che si è disputato in Qatar: buona parte delle partite sono andate in onda su Rai 1; tali diritti però sono stati comprati prima della storica seconda eliminazione consecutiva dell'Italia dalle qualificazioni mondiali.
Un'altra disciplina protagonista della rete ammiraglia è stata la Formula 1. A partire dal Gran Premio d'Italia del 1998 ha trasmesso in diretta esclusiva fino al 2015 (con l'eccezione del periodo tra il 2006 e il 2009 in coabitazione con Sky) le gare della massima competizione automobilistica. Dal 2013, dopo l'acquisto da parte di Sky dei diritti principali, la Rai raggiunge un accordo con la piattaforma satellitare per l'acquisto dei diritti in chiaro fino al 2018, che prevedeva la possibilità di mandare in onda nove Gran Premi in diretta non esclusiva e i restanti solo in differita. Su Rai 1 sono state trasmesse, tra dirette e differite, le gare disputate in Europa, in Asia e in Australia, mentre i restanti su Rai 2.
Il 27 luglio 2012 ha trasmesso la cerimonia di apertura dei Giochi della XXX Olimpiade di Londra.
A fine agosto 2017 vengono trasmesse da Rai 1 le partite serali dell'Italia nel Campionato europeo maschile di pallavolo 2017, prima volta di uno evento agonistico diverso da calcio e F1 dal 2000.
Solo nella stagione 2018-2019 è tornata a trasmettere in diretta non esclusiva, dopo sei anni di assenza, la UEFA Champions League con una partita al mercoledì sera di un club italiano, dalla fase a gironi alla finale. Dall'11 giugno all'11 luglio 2021 ha trasmesso in diretta non esclusiva ventisette partite del Campionato europeo di calcio. Si è inoltre assicurata in esclusiva assoluta i diritti di tutte le partite della Nazionale di calcio dell'Italia fino al 2028. In più ha trasmesso in diretta non esclusiva il Gran Premio d'Italia di Formula 1 il 2 settembre 2018 comprensivo di prove, qualifiche e gara.
Il 18 giugno 2019 ha trasmesso per la prima volta una partita di calcio femminile, Italia-Brasile, valida per il Mondiale femminile, trasmettendo anche le due successive gare contro Cina (ottavi di finale) e Paesi Bassi (quarti di finale). Nel luglio 2022 viene designata come rete ufficiale delle partite della Nazionale azzurra disputate agli Europei Femminili
L'11 settembre 2022 ha trasmesso la finale del Campionato mondiale maschile di pallavolo tra Italia e Polonia.
Il 31 maggio 2023 ha trasmesso la finale di UEFA Europa League, lo stesso avverrà per la finale dell'edizione successiva.

## Annunciatrici
Dal 1954 al 1978, le signorine buonasera annunciavano in una scenografia che ricordava una tenda teatrale. La tenda fu sostituita, a partire dal 1978, da un pannello di colori diversi. Dal 29 novembre 1987 al 22 ottobre 2000, le signorine buonasera annunciavano in piedi accanto a una scenografia di colore azzurro chiaro riempita di figure geometriche in rilievo, sostituita dal 23 ottobre 2000 da una nuova scenografia di colore grigio su cui campeggiava il nuovo logo.
Dal 21 settembre 2003, dopo un ulteriore restyling dell'immagine aziendale e dei canali, le annunciatrici sedevano su un divano azzurro con alla loro sinistra sullo sfondo le immagini dei programmi della giornata. Inoltre gli annunci smisero di andare in onda in diretta. Dal 2011 venne introdotto un sottofondo musicale durante gli annunci, oltre a un cambio di grafica.
Il 30 maggio 2016 la Rai rinuncia definitivamente alla figura della "signorina buonasera" dopo 62 anni. Dalla stessa data al posto di questi annunci va in onda una grafica riassuntiva dei programmi con la voce fuori campo di un'annunciatrice della Rai.
Dal 1º gennaio 2023 i rulli grafici sono stati ridotti per durata e privati della voce fuori campo degli annunciatori della Rai.

## Orari delle trasmissioni

### Inizio trasmissioni
Dal 3 gennaio 1954 al 1° gennaio 1958, il canale trasmetteva dalle 17:30 alle 23:30 nei giorni feriali (con una pausa che terminava alle 20:45 fino al 4 febbraio 1957 e successivamente dalle 19:00 alle 20:30).
Nei giorni festivi il canale trasmetteva dalle 11:00 circa alle 23:30 (con una pausa dalle 12:00 alle 15:00 circa e dalle 19:00 alle 20:30, quest'ultima eliminata nel corso del 1957).

### Prolungamento
Dal 2 gennaio 1958 al 14 gennaio 1968, le trasmissioni andavano in onda, nei giorni feriali, dalle 17:00 alle 23:30 circa, con una breve pausa dalle 18:00 alle 18:30, quest'ultima eliminata nel corso del 1960. Intanto, il 1º gennaio 1958, veniva inaugurata l'edizione del pomeriggio del Telegiornale.
Nei giorni festivi, dal 7 gennaio 1958 all'autunno 1967 le trasmissioni iniziavano alle 10:15 e terminavano alle 23:30 circa, con una pausa dalle 12:30 alle 15:00 circa. Dall'autunno 1967, le trasmissioni domenicali vennero posticipate alle 11:00 e la pausa fino alle 13:15 circa.
Dall'estate 1961, inoltre, si verifica una differenziazione di orari del palinsesto estivo rispetto a quello invernale e destinato a durare fino all'estate 1982. Difatti, dall'estate 1961, le trasmissioni riprendevano, inizialmente, dalle ore 18:00, per poi stabilizzarsi alle 18:30 circa, in luogo delle canoniche ore 17:30.

### Austerity
Dal 15 gennaio 1968 al 4 ottobre 1980, le trasmissioni iniziavano alle 12:30 e terminavano a mezzanotte con una pausa pomeridiana dalle 14:00 alle 17:00. Per quanto riguarda i giorni festivi, le trasmissioni andavano in onda ininterrottamente dalle 11:00 alle 23:30 circa a partire dal 23 gennaio 1968, giorno in cui la consueta pausa domenicale (12:00 - 15:00) fu definitivamente soppressa.
Dal 7 luglio 1968 fino all'estate 1979, le trasmissioni nel palinsesto estivo iniziavano alle 18:15, e terminavano a mezzanotte. Tuttavia, in caso di eventi di grande importanza, come edizioni straordinarie del telegiornale o partite di calcio, le trasmissioni potevano riprendere nella fascia del primo pomeriggio.

### Programmazione 24 ore su 24
Dal 5 ottobre 1980 venne eliminata la pausa pomeridiana invernale (ripresa solo nelle estati 1981 e 1982), mentre nei giorni festivi l'orario di inizio venne anticipato alle 10:00.
Fino all'estate 1984, le trasmissioni estive iniziavano alle 13:00, con un posticipo di mezz'ora rispetto al palinsesto invernale, fatta eccezione fino all'estate 1987 con il Televideo, che riprendevano alle 11:15.
Il 3 ottobre 1983 nacque Pronto, Raffaella?, l'orario nei giorni feriali fu anticipato alle 12:00. Il tempo di fine trasmissioni fu fissato a orari variabili tra la mezzanotte e l'1:00. A partire dall'anno seguente l'orario di apertura delle trasmissioni venne oscillato tra le 9:00 e le 10:00.
Il 22 dicembre 1986, con l'introduzione della fascia mattutina e quindi anche di Unomattina, l'orario delle trasmissioni venne anticipato alle 7:20 (7:15 se 1987-1989, 7:00 se 1989-1991), salvo nei weekend che riprendevano alle 8:30 circa (fino all'estate 1989). Sul finire del 1988, il tempo di fine trasmissioni venne spostato all'1:30; per quanto riguarda il palinsesto estivo, fino all'estate 1989, le trasmissioni riprendevano alle 12:00. Nelle estati 1990 e 1991 gli orari estivi si adeguarono a quelli invernali, anticipando l'orario di inizio trasmissioni fino alle 9:00.
A partire dalla stagione 1991-1992, l'orario di inizio delle trasmissioni fu anticipato alle 6:00, data la messa in onda di ogni telefilm.
Dal 21 dicembre 1991 Rai 1 trasmette 24 ore su 24, interrompendo le trasmissioni solo il primo martedì notte del mese con una pausa notturna dalle 3:00 alle 6:00, spazio di tempo in cui veniva utilizzato un monoscopio di tipo Philips PM5544. Lo stesso sistema vigeva anche per Rai 2 il secondo martedì del mese e per Rai 3 il terzo venerdì del mese. Queste prove tecniche non vengono più effettuate dal 23 giugno 2012.
Dall'estate 2015 Rai 1 ritrasmette Rai News 24 dalle 5:15 alle 6:30/7:00 mentre dal 2016 circa la ritrasmissione di Rai News 24 avviene per buona parte della fascia notturna: tipicamente i programmi autonomi della rete terminano (dal 2020, essendo abolito il TG1 della notte) intorno alle 0:30 e dopo un breve collegamento riprendono per una o due ore (indicativamente tra l'1:00 e le 3:00 circa) con alcune trasmissioni fra cui Sottovoce, Cinematografo e Overland e si interrompono nuovamente fino alle 6:30 del mattino.
Gli orari della ritrasmissione sono comunque variabili a seconda della stagione e delle circostanze.

## Ascolti

### Share mensile di Rai 1
Dati Auditel relativi al giorno medio mensile sul target individui 4+.
Nota: da maggio 2022 sono cambiati i criteri di valutazione di ascolti.
| Anno | Gen    | Feb    | Mar    | Apr    | Mag    | Giu    | Lug    | Ago    | Set    | Ott    | Nov    | Dic    | Media anno |
| ---- | ------ | ------ | ------ | ------ | ------ | ------ | ------ | ------ | ------ | ------ | ------ | ------ | ---------- |
| 2012 | 19,22% | 21,10% | 19,32% | 18,31% | 18,36% | 19,09% | 15,84% | 14,47% | 17,08% | 17,99% | 18,83% | 18,07% | 18,09%     |
| 2013 | 18,59% | 20,89% | 19,38% | 18,47% | 18,26% | 16,48% | 15,98% | 15,91% | 16,51% | 17,22% | 17,86% | 16,64% | 17,81%     |
| 2014 | 17,58% | 18,84% | 17,52% | 16,83% | 16,26% | 17,94% | 16,63% | 15,30% | 16,84% | 17,95% | 18,11% | 17,54% | 17,35%     |
| 2015 | 17,33% | 19,70% | 16,86% | 16,84% | 16,57% | 15,54% | 15,34% | 15,61% | 16,89% | 17,50% | 17,30% | 17,11% | 16,96%     |
| 2016 | 17,60% | 20,01% | 17,72% | 17,31% | 16,59% | 17,94% | 14,97% | 13,45% | 15,49% | 15,85% | 15,79% | 15,65% | 16,63%     |
| 2017 | 17,19% | 19,26% | 17,30% | 16,95% | 16,54% | 15,99% | 14,99% | 15,20% | 16,25% | 15,90% | 16,68% | 16,55% | 16,64%     |
| 2018 | 17,22% | 19,86% | 17,05% | 17,09% | 16,51% | 14,38% | 14,59% | 16,20% | 17,23% | 16,36% | 16,41% | 16,47% | 16,70%     |
| 2019 | 16,86% | 19,64% | 16,58% | 16,60% | 16,29% | 15,44% | 14,31% | 14,05% | 15,65% | 16,20% | 16,41% | 16,19% | 16,28%     |
| 2020 | 17,12% | 20,56% | 16,94% | 15,76% | 15,69% | 15,85% | 14,55% | 14,80% | 15,50% | 16,55% | 16,78% | 16,27% | 16,36%     |
| 2021 | 16,41% | 16,57% | 19,10% | 15,76% | 16,96% | 18,77% | 17,05% | 14,55% | 16,31% | 17,15% | 17,52% | 17,20% | 17,13%     |
| 2022 | 17,32% | 21,20% | 17,42% | 16,69% | 18,63% | 17,08% | 15,89% | 16,09% | 18,56% | 19,01% | 19,08% | 20,15% | 18,18%     |
| 2023 | 19,34% | 23,52% | 18,76% | 17,90% | 18,21% | 16,93% | 15,98% | 15,83% | 17,10% | 18,48% | 18,22% | 17,76% | 18,28%     |
| 2024 | 18,55% | 23,46% | 19,08% | 18,34% | 17,60% | 18,09% | 15,83% | 14,01% | 17,25% | 18,01% | 18,19% | 18,60% | 18,19%     |
| 2025 | 19,42% | 23,93% | 19,55% | 18,93% | 18,60% | 17,16% |        |        |        |        |        |        |            |

## Direttori
| Nome               | Periodo                               |
| ------------------ | ------------------------------------- |
| Giuseppe Matteucci | 3 gennaio 1954 - 14 marzo 1976        |
| Mimmo Scarano      | 15 marzo 1976 - 6 marzo 1980          |
| Paolo Valmarana    | 7 marzo - 9 ottobre 1980 (ad interim) |
| Emmanuele Milano   | 10 ottobre 1980 - 6 aprile 1987       |
| Giuseppe Rossini   | 7 aprile 1987 - 8 dicembre 1988       |
| Carlo Fuscagni     | 9 dicembre 1988 - 24 ottobre 1993     |
| Nadio Delai        | 25 ottobre 1993 - 18 settembre 1994   |
| Brando Giordani    | 19 settembre 1994 - 14 agosto 1996    |
| Giovanni Tantillo  | 15 agosto 1996 - 31 maggio 1998       |
| Agostino Saccà     | 1º giugno 1998 - 18 giugno 2000       |
| Agostino Saccà     | 30 aprile 2001 - 5 maggio 2002        |
| Pier Luigi Celli   | 19 giugno - 10 settembre 2000         |
| Maurizio Beretta   | 11 settembre 2000 - 29 aprile 2001    |
| Fabrizio Del Noce  | 6 maggio 2002 - 28 maggio 2009        |
| Mauro Mazza        | 29 maggio 2009 - 28 novembre 2012     |
| Giancarlo Leone    | 29 novembre 2012 - 17 febbraio 2016   |
| Andrea Fabiano     | 18 febbraio 2016 - 11 ottobre 2017    |
| Angelo Teodoli     | 12 ottobre 2017 - 26 novembre 2018    |
| Teresa De Santis   | 27 novembre 2018 - 14 gennaio 2020    |
| Stefano Coletta    | 15 gennaio 2020 - 5 giugno 2022       |

Da giugno 2022, nell'ambito di una riorganizzazione dirigenziale della Rai, sono state abolite le direzioni di rete in favore di quelle di genere.

## Loghi

3 gennaio 1954 - 2 ottobre 1983 (Programma Nazionale)
3 ottobre 1983 - 25 settembre 1988 (Rai Uno)
26 settembre 1988 - 22 ottobre 2000 (Rai Uno)
23 ottobre 2000 - 17 maggio 2010 (Rai Uno)
18 maggio 2010 - 11 settembre 2016 (Rai 1)
In uso dal 12 settembre 2016 (Rai 1)
logo della versione HD fino al 11 settembre dell 2016
logo attuale della versione HD in uso dall 12 settembre 2016